# Балакин, Александр Николаевич
Александр Николаевич Балакин (укр. Олександр Миколайович Балакін; род. 10 июля 1950, Киев) — украинский футбольный арбитр.

## Биография
В 1982 году начал арбитраж поединков чемпионата СССР. Как лайсмен провёл в высшей лиге 27 поединков за семь сезонов. Выходил на поле в качестве главного рефери в двух матчах Кубка Федерации футбола СССР. В обоих случаях одним из соперников были игроки киевского «Динамо». В розыгрыше 1986 года они уступили донецкому «Шахтёру», а через три года — харьковскому «Металлисту». С 30 июня 1990 года — судья всесоюзной категории.
В течение пяти сезонов обслуживал матчи чемпионата Украины. 17 марта 1992 года дебютировал как главный арбитр в турнире команд первой лиги. В том матче очаковская «Артания» с минимальным счетом победила «Шахтёр-2» (Донецк). Всего провёл в первой и второй лиге 34 матча. Как боковой судья обслуживал матчи высшей лиги.
С 1995 по 2002 год возглавлял комитет арбитров при Федерации футбола г. Киева.
Представитель известной спортивной семьи. Его отец Николай Николаевич и дядя Владимир Николаевич в 30-40 годах выступали в киевских клубах «Локомотив» и «Динамо». Старший брат Игорь защищал цвета киевского «Динамо», винницкого «Локомотива» и других команд. Сын Николай — арбитр ФИФА (с декабря 2016 года).